# 칭다오 류팅 국제공항
칭다오 류팅 국제공항(중국어: 青岛流亭国际机场, 병음: Qīngdǎo Liútíng Guójì Jīchǎng, IATA: TAO, ICAO: ZSQD)은 중국 산둥성 칭다오 청양구에 있었던 과거 국제공항으로 2021년 8월 12일 칭다오 자오둥 국제공항의 개항으로 운항이 중단되면서 역사 속으로 사라졌다.

## 개요
1982년 8월 5일 개항했고, 1994년 9월 7일 일본 오사카를 운항하는 국제선이 취항하면서 산둥성의 첫번째 국제공항이 되었다. 2004년부터 2년간 여객 터미널의 확장 공사를 시행했으며 활주로를 연장해 현재의 길이를 갖추었으며, 여객 터미널은 국내선과 국제선 터미널 2동이며, 활주로는 3,400m×45m 크기의 1개소가 있다.
산둥 항공의 허브공항으로 사용하고 있으며 그 외에도 선전항공, 중국남방항공, 중국국제항공, 중화항공, 전일본공수, 중국동방항공 등 36개사가 있다. 국제선은 정기 직항편으로 나고야, 후쿠오카, 오사카, 도쿄, 서울, 부산, 싱가포르, 타이베이 등을 연결한다. 국내선은 쿤밍, 난징, 우한, 청두, 상하이, 항저우, 지난, 베이징, 타이위안, 시안, 광저우, 하얼빈, 닝보, 허페이 등 30여개 도시로의 정기 노선이 있다. 교통편으로는 G204번 국도가 인접한다.

## 역사
- 1982년 8월 5일: 중국 민항 산둥성 관리국 소속의 공항으로서 개항
- 1986년 6월 27일: 홍콩 취항 개시
- 1994년 9월 7일: 오사카 (간사이)의 시작으로 산둥 성내 첫 국제공항이 됨.
- 1994년 12월 24일: 서울 (인천) 취항 개시
- 1998년: 싱가포르 취항 개시
- 2012년: 9월 3일: 도쿄 (나리타) 취항
- 2021년 8월 12일: 칭다오 자오둥 국제공항 개항으로 류팅 국제공항 운항 중단.

## 같이 보기
- 중화인민공화국의 공항 목록